# Pelusios upembae
Pelusios upembae är en sköldpaddsart som beskrevs av  Donald G. Broadley 1981. Pelusios upembae ingår i släktet Pelusios och familjen pelomedusasköldpaddor. IUCN kategoriserar arten globalt som otillräckligt studerad. Inga underarter finns listade i Catalogue of Life.
Arten förekommer i Kongo-Kinshasa. Den hittades ursprungligen i Upemba nationalpark.